# L'arte della fuga
L'arte della fuga (nell'originale in tedesco Die Kunst der Fuge) BWV 1080 è una raccolta di composizioni di Johann Sebastian Bach, senza indicazioni sulla strumentazione, formata da diciannove fughe (ma il loro numero varia a seconda del criterio di classificazione che i diversi editori adottarono per dividerle o accorparle) a tre e quattro voci, quattro canoni a due voci e un corale a quattro voci.
Iniziata intorno al 1740, o forse anche prima, ma portata avanti con assiduità solo a partire dal 1747, L'arte della fuga restò incompiuta a causa della morte di Johann Sebastian Bach, avvenuta nel 1750. Nonostante fosse incompleta, Carl Philipp Emanuel Bach, figlio di Johann Sebastian, la fece stampare nel 1751. A questa pubblicazione ne seguì una seconda, sempre in versione incompleta, nel 1752. In entrambi i casi, però, l'opera non destò l'interesse del pubblico, ormai orientato verso nuove mode musicali, e vendette solo poche copie.
La raccolta, che costituisce un vero e proprio saggio di arte del contrappunto, esplora sistematicamente tutte le possibilità offerte da un semplice tema in re minore elaborato secondo diverse tecniche compositive come, ad esempio, la variazione e il rovesciamento speculare degli intervalli. Insieme con l'Offerta musicale, L'arte della fuga è riconosciuta come una delle opere più complesse e articolate mai scritte e viene universalmente considerata uno dei vertici più alti mai raggiunti dalla polifonia contrappuntistica nell'intera storia della musica.

## Storia
Non è chiaro quando Bach iniziò la composizione de L'arte della fuga ma, secondo il musicologo Christoph Wolff, avrebbe cominciato a lavorarci intorno al 1740, e forse anche prima. Una recente analisi stilistica, infatti, sostiene che i primi quattro brani precedano di molto quelli successivi. Il tema appare già in forma embrionale come soggetto della fuga in sol minore per organo BWV 578, composta intorno al 1707, mentre nel pedale della Fuga sopra il Magnificat BWV 733, composta anch'essa intorno al 1707, è presente una variante per aumentazione del tema del Contrapunctus 9. Bach, tuttavia, si dedicò assiduamente a L'arte della fuga solo a partire dal 1747 e, con ogni probabilità, il suo progetto era di completarla entro il 1749, in modo da poterla presentare come l'opera di tipo scientifico-musicale che i membri della Correspondierende Societät der musicalischen Wissenschaften di Lorenz Christoph Mizler, della quale Bach faceva parte, dovevano annualmente realizzare. La tradizione fa coincidere l'interruzione della composizione con la metà del 1749, quando la malattia agli occhi di Bach si era aggravata in maniera tale da rendergli quasi impossibile la lettura. È possibile, comunque, che il compositore abbia interrotto l'avanzamento de L'arte della fuga anche prima, e per ragioni sconosciute.
La trascrizione delle copie "in bella" da consegnare all'editore, affinché incidesse le lastre di rame per realizzare la stampa, iniziò, con ogni probabilità, già nel 1747. Quando lo stato di salute di Johann Sebastian Bach cominciò a declinare, i contatti con l'editore e l'incisione delle lastre vennero seguiti da suo figlio Johann Christoph Friedrich, il quale, riordinando il materiale, commise però anche alcuni errori. Ad esempio consegnò all'editore il Contrapunctus a 4 e lo fece includere nella raccolta, benché si trattasse solo di una versione primitiva del già presente Contrapunctus 10. a 4 alla Decima. Sempre a Johann Christoph Friedrich si deve anche la copia ridotta, da 239 battute a 232, dell'incompleta Fuga a 3 Soggetti, in modo che lo spartito dell'edizione a stampa si concludesse con una cadenza e non restasse in sospeso.

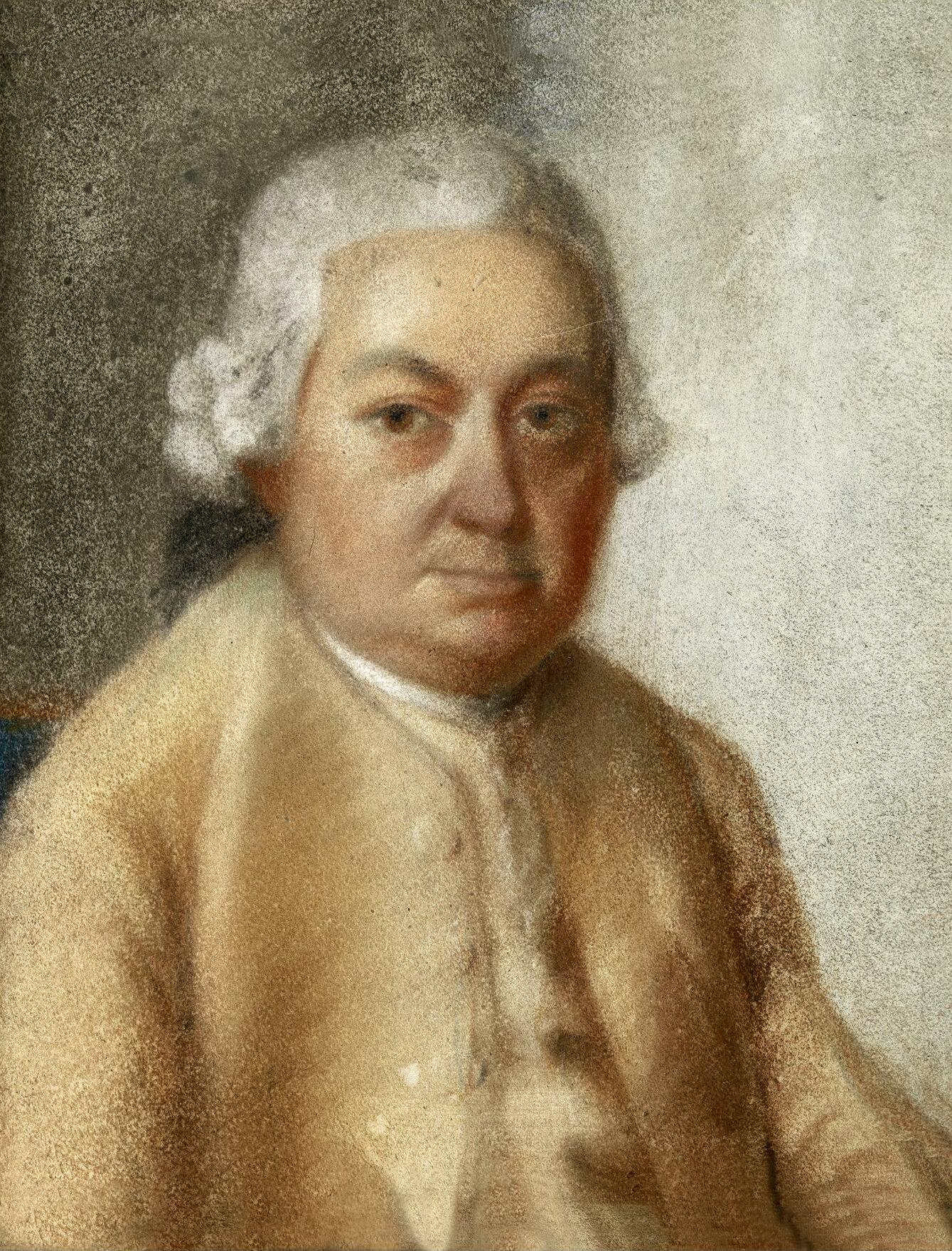
Carl Philipp Emanuel Bach

La morte di Johann Sebastian Bach, avvenuta nel 1750, lasciò l'opera incompiuta. La prima edizione a stampa, curata da suo figlio Carl Philipp Emanuel, subentrato a Johann Christoph Friedrich, incompleta e con il titolo Die / Kunst der Fuge / durch Herrn Johann Sebastian Bach / ehemahligen Capellmeister und Musikdirector zu Leipzig (in tedesco, "L'arte della fuga del signor Johann Sebastian Bach, già maestro di cappella e direttore musicale di Lipsia"), uscì al prezzo di cinque talleri e non riportava né il nome dell'editore, né l'anno, né la città di pubblicazione. Il titolo non era di Bach, ma venne probabilmente scelto dallo stesso Carl Philipp Emanuel o dal critico Friedrich Wilhelm Marpurg. La letteratura musicale, prendendo spunto da quella classica, era solita utilizzare il termine Arte con una certa frequenza: ne sono una dimostrazione, ad esempio, titoli come L'Arte del Contraponto di Giovanni Maria Artusi, L'Art de Toucher le Clavecin di François Couperin, L'Arte del Violino di Pietro Antonio Locatelli, Die Kunst des reinen Satzes in der Musik di Johann Philipp Kirnberger o Die Kunst das Clavier zu Spielen dello stesso Marpurg.
Secondo gli avvisi datati 1º giugno 1751, che annunciavano l'imminente uscita dell'opera, la raccolta era costituita da ventiquattro pezzi. L'ultimo, tuttavia, è un corale intitolato Wenn wir in hoechsten Noethen ("Quando siamo nel momento del bisogno") che non ha alcun legame tematico (il soggetto de L'arte della fuga non compare in alcun punto), strutturale (il corale è in sol maggiore, mentre l'intera raccolta è in re minore) o storico (il corale risale a molti anni prima) con i brani precedenti. Non è chiaro per quale motivo venne aggiunto a L'arte della fuga. Secondo Johann Nikolaus Forkel quest'ultimo corale, del quale esiste anche un'altra versione, leggermente diversa, intitolata Vor deinen Thron tret ich hiermit ("Mi presento davanti al tuo trono"), sarebbe stato dettato da Bach, ormai cieco, a suo genero Johann Christoph Altnickol pochi istanti prima di morire.
La letteratura ottocentesca, poi, tralasciò il nome originario di Wenn wir in hoechsten Noethen e si attestò sul titolo di Vor deinen Thron tret ich hiermit in quanto calzava perfettamente con l'ideale romantico del genio che, di fronte alla propria fine, decide di lasciare un'ultima composizione emblematica. Tuttavia si tratta di una storia molto romanzata in quanto, benché sia possibile che Bach possa averlo rimaneggiato nel corso del 1750, se non addirittura durante gli ultimi giorni di vita (come raccontato dal Forkel nella sua biografia), il corale Wenn wir in hoechsten Noethen è solo la rielaborazione del corale Wenn wir in höchsten Nöten sein, già presente nell'Orgelbüchlein come BWV 641 e composto molti anni prima, fra il 1708 e il 1717, periodo durante il quale Bach era organista presso la corte ducale di Weimar. Per il musicologo Georg von Dadelsen, comunque, il copista del corale Wenn wir in hoechsten Noethen non fu Johann Christoph Altnickol, e Christoph Wolff sostiene che il manoscritto venne realizzato probabilmente da Johann Nathanael Bammler o da Johann Gottfried Müthel, due allievi di Bach.
Un tempo, secondo il racconto del Forkel, si pensava che il corale fosse stato aggiunto a L'arte della fuga per iniziativa di Carl Philipp Emanuel Bach. Diversi musicologi, invece, sostengono che sia stato inserito dall'editore come rattoppo per mascherare l'incompiutezza dell'opera, in quanto avrebbe ritenuto che i potenziali compratori sarebbero stati poco propensi ad acquistare un libro sostanzialmente caro e per giunta incompleto. Sergio Vartolo ipotizza che possa essere stato aggiunto sulla falsariga di una raccolta di fughe per strumento a tastiera di Johann Mattheson, Die wohlklingende Fingersprache ("Il melodioso linguaggio delle dita", edita in due parti, nel 1735 e 1737), che, nella sua ristampa del 1749 (intitolata le Doits parlans, "Le dita parlanti"), si concludeva con una fuga sul corale Werde munter mein Gemüthe.
Studi recenti hanno appurato che l'incisore de L'arte della fuga fu Johann Heinrich Schübler (fratello minore di quel Johann Georg Schübler che, nel 1747, aveva stampato l'Offerta musicale), che l'anno di pubblicazione è probabilmente il 1751 e che la città dovrebbe essere Zella, in Turingia. Il mutato gusto del pubblico, ormai orientato verso lo stile rococò e lontano dalle forme del contrappunto antico coltivate da Bach, fece in modo che la pubblicazione restasse quasi completamente invenduta. L'opera, arricchita da una prefazione di Friedrich Wilhelm Marpurg e messa in vendita al prezzo di quattro talleri anziché cinque, venne ristampata nel 1752. Anche questa volta, però, L'arte della fuga non ottenne il successo sperato, tanto che il ricavato delle poche copie vendute non fu neanche sufficiente a coprire le spese di stampa.
Nel 1756, poco dopo l'inizio della guerra dei sette anni, Carl Philipp Emanuel Bach vendette le sessanta lastre di rame incise usate per stampare L'arte della fuga, lamentando che ne erano state vendute solamente trenta copie e che il ricavato era stato molto inferiore alle aspettative. Il comportamento di Carl Philipp Emanuel fu probabilmente dettato, oltre che dal desiderio di rifarsi per le spese sostenute, anche dal timore che quelle ingombranti lastre di rame avrebbero potuto costituire un intralcio nel caso in cui Berlino, città nella quale viveva, avesse dovuto essere rapidamente sfollata a causa della guerra.
L'opera restò dimenticata per tutta la seconda metà del XVIII secolo. La prima edizione dopo quella del 1752 venne pubblicata solo nel 1801, a Parigi, dall'editore Vogt, seguita dall'edizione stampata a Zurigo, nel 1802, da Hans Georg Nägeli. Fra le ristampe successive si segnalano quella del 1838 a cura di Carl Czerny, quella di Wilhelm Rust del 1878 all'interno della Bach-Gesellschaft Ausgabe e quella del 1894 a cura di Hugo Riemann. Nel corso del XX secolo sono degne di menzione le edizioni di Wolfgang Graeser del 1926, pubblicata come supplemento della Neue Bach-Ausgabe, la nuova opera omnia delle composizioni bachiane che la Neue Bachgesellschaft stava dando alle stampe (l'edizione di Graeser, tuttavia, non viene enumerata fra le pubblicazioni della Neue Bach-Ausgabe, ma viene considerata come il 47º volume della vecchia Bach-Gesellschaft Ausgabe), l'edizione di Hans Theodor David del 1928, quella di Hans Gál del 1951 e quella di Marcel Bitsch nel 1967.

## Struttura

### Fonti principali

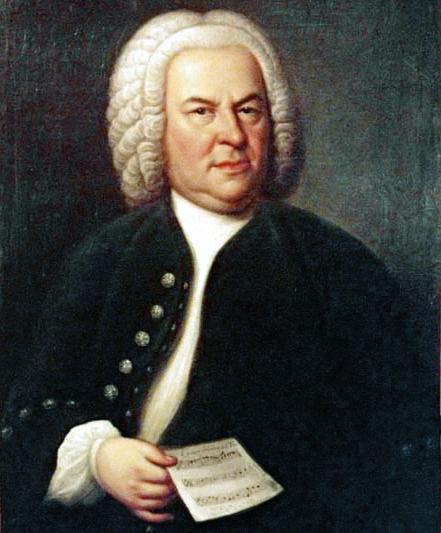
Johann Sebastian Bach

De L'arte della fuga sono note sette fonti principali:
- Un manoscritto autografo, collocabile cronologicamente fra il 1740 e il 1746[28] e conservato presso la Biblioteca di Stato di Berlino sotto il numero di catalogo "Mus. ms. Bach P 200". Si tratta di una raccolta il cui titolo, Die / Kunst der Fuga (sic) / di Sig.o Joh. Seb. Bach, venne sicuramente apposto da Johann Christoph Altnickol, genero di Bach.[29]

Nel manoscritto sono presenti i brani intitolati I (ribattezzato Contrapunctus 1 nell'edizione a stampa del 1751), II (ribattezzato Contrapunctus 3), III (Contrapunctus 2), IV (Contrapunctus 5), V (Contrapunctus 9 a 4 alla Duodecima), VI (Contrapunctus a 4), VII (Contrapunctus 6 a 4 in Stylo Francese), Canon in Hypodiapason - Resolutio Canonis (Contrapunctus 7 a 4 per Augment. et Diminut:), IX (Canon alla Ottava), X (Contrapunctus 8 a 3), XI (Contrapunctus 11 a 4), XII senza titolo e Canon in Hypodiatesseron al roverscio et per Augmentationem perpetuus in Contrario motu (assenti nell'edizione a stampa), XIII (Contrapunctus inversus a 4 e Contrapunctus inversus 12 a 4), XIV (Fuga à 2 Clav. e Alio modo fuga à 2 Clav.), Canon al roverscio et per augmentationem (Canon per Augmentationem in Contrario Motu, una rielaborazione del XII).
- Tre manoscritti autografi, catalogati come "Mus. ms. Bach P 200/1, Faszikel 1", "Mus. ms. Bach P 200/1, Faszikel 2" e "Mus. ms. Bach P 200/1, Faszikel 3", databili fra il 1747 e il 1749 e conservati anch'essi presso la Biblioteca di Stato di Berlino. Si tratta di fogli staccati, senza un ordine preciso, contenenti solo alcuni brani.[31]

Il "Faszikel 1" contiene il Canon per Augmentationem in Contrario Motu e reca un appunto scritto da Johann Christoph Friedrich Bach: «Der seel. Papa hat auf die Platte diesen Titul stechen lassen, Canon per Augment: in Contrapuncto all ottave, er hat as aber wieder ausgestrichen auf der Probe Platte und gesetzet wie forn stehet» (in tedesco, "Mio padre aveva scritto il titolo Canon per Augment: in Contrapuncto all ottave, ma poi lo aveva cancellato e lo aveva riscritto nella forma indicata"). Il "Faszikel 2" presenta due brani senza titolo, chiamati Fuga à 2 Clav. - Alio modo fuga à 2 Clav. nell'edizione a stampa del 1751. Il "Faszikel 3" contiene un altro pezzo senza nome, lasciato incompleto e intitolato Fuga a 3 Soggetti nell'edizione a stampa. Quest'ultimo allegato reca, nel verso, un appunto scritto da Johann Friedrich Agricola: «und einer andern Grundplan» ("e un altro piano di base"), ma non è chiaro a cosa fosse riferito.
Il manoscritto "Mus. ms. Bach P 200" e i tre "Faszikel", dopo la morte di Johann Sebastian Bach, vennero ereditati da suo figlio Carl Philipp Emanuel, dal quale passarono poi al musicista Christian Friedrich Gottlieb Schwencke. Successivamente appartennero al collezionista Georg Poelchau e, dopo la morte di quest'ultimo, nel 1841 vennero acquisiti dalla Biblioteca di Stato di Berlino.
- Le edizioni a stampa del 1751 e del 1752. Sostanzialmente identiche per quanto riguarda la parte musicale, si differenziano soltanto per la prefazione. Quella della prima edizione, senza firma ma attribuita a Carl Philipp Emanuel Bach, informa che il compositore lasciò l'opera incompiuta a causa di una malattia agli occhi, che nel terzo tema dell'ultima fuga fece riconoscere il suo nome attraverso le note si♭, la, do, si naturale (il cosiddetto tema BACH), e che, ormai cieco, dettò improvvisando un corale, che poi gli eredi sistemarono a chiusura dell'opera.[36]

La prefazione della seconda edizione, invece, è più lunga ed è firmata da Friedrich Wilhelm Marpurg. Nello scritto, Marpurg lamentò lo scarso interesse dei suoi contemporanei verso le forme compositive antiche e gloriose, come la fuga, e bollò come frivola la produzione musicale del suo tempo. La dissertazione di Marpurg, tuttavia, anziché invogliare all'acquisto sembrò sortire l'effetto opposto, scoraggiando i potenziali compratori, ormai orientati verso le mode musicali più recenti. In base ad alcune somiglianze stilistiche, Sergio Vartolo ipotizza che Marpurg sia l'autore di entrambe le prefazioni.
- Una raccolta di spartiti manoscritti, trafugata come trofeo di guerra dall'Armata Rossa al termine della seconda guerra mondiale, rinvenuta a Kiev nel 1999 dal musicologo Christoph Wolff e contenente diversi studi contrappuntistici preparatori.[38][39]

### Piano dell'opera: ipotesi interpretative
Secondo il musicologo Alberto Basso era opinione abbastanza diffusa, nel XVII e XVIII secolo, che le strutture contrappuntistiche dovessero fondarsi su principii logico-matematici, applicati secondo regole rigidamente razionalizzate, e che il lavoro degli artisti impegnati in questo genere musicale dovesse essere più vicino a una speculazione scientifica che non a una libera manifestazione creativa. La retorica musicale del tempo, nel solco delle teorizzazioni sugli affetti, aveva inoltre riconosciute affinità con la retorica classica, dalla quale mutuava tecniche stilistiche e artifici per trasmettere all'ascoltatore idee, passioni e sentimenti.
L'idea alla base de L'arte della fuga, in linea con questa mentalità, consiste nella sistematica esplorazione di tutte le possibilità contrappuntistiche offerte da un semplice tema in re minore di dodici note (rappresentato qui di seguito), esposto attraverso diversi metodi compositivi come il movimento diretto, il movimento inverso, il processo di aumentazione e diminuzione ritmica, la derivazione di temi dal tema principale, la mutazione del ritmo o l'ingresso di temi nuovi.
A differenza di altre composizioni di Johann Sebastian Bach, come i due libri de Il clavicembalo ben temperato o i pezzi che compongono l'Orgelbüchlein, L'arte della fuga non è un'opera con finalità didattiche, in quanto la piena comprensione della sua struttura presuppone una conoscenza avanzata delle tecniche contrappuntistiche. I manoscritti autografi non recano alcun titolo e, a parte i due brani per due tastiere (indicati come à 2 Clav.), in nessuno dei pezzi è suggerita la strumentazione.
Secondo uno studio del musicologo Jacques Chailley, la raccolta completa avrebbe dovuto prevedere ventiquattro fughe, ripartite in sei gruppi da quattro fughe ciascuno (ossia due coppie, costituite da elaborazioni sul tema proposto in movimento rectus e inversus). Siccome nel piano generale dell'opera tutto procede per gruppi di quattro e per coppie di rectus e inversus, e poiché nella seconda sezione, quella dedicata alle controfughe in forma di stretto, sono presenti solo tre composizioni, a differenza di tutte le altre che ne contengono quattro, il musicologo Marcel Bitsch ipotizza che nell'edizione a stampa manchi un brano, forse smarrito dall'incisore.

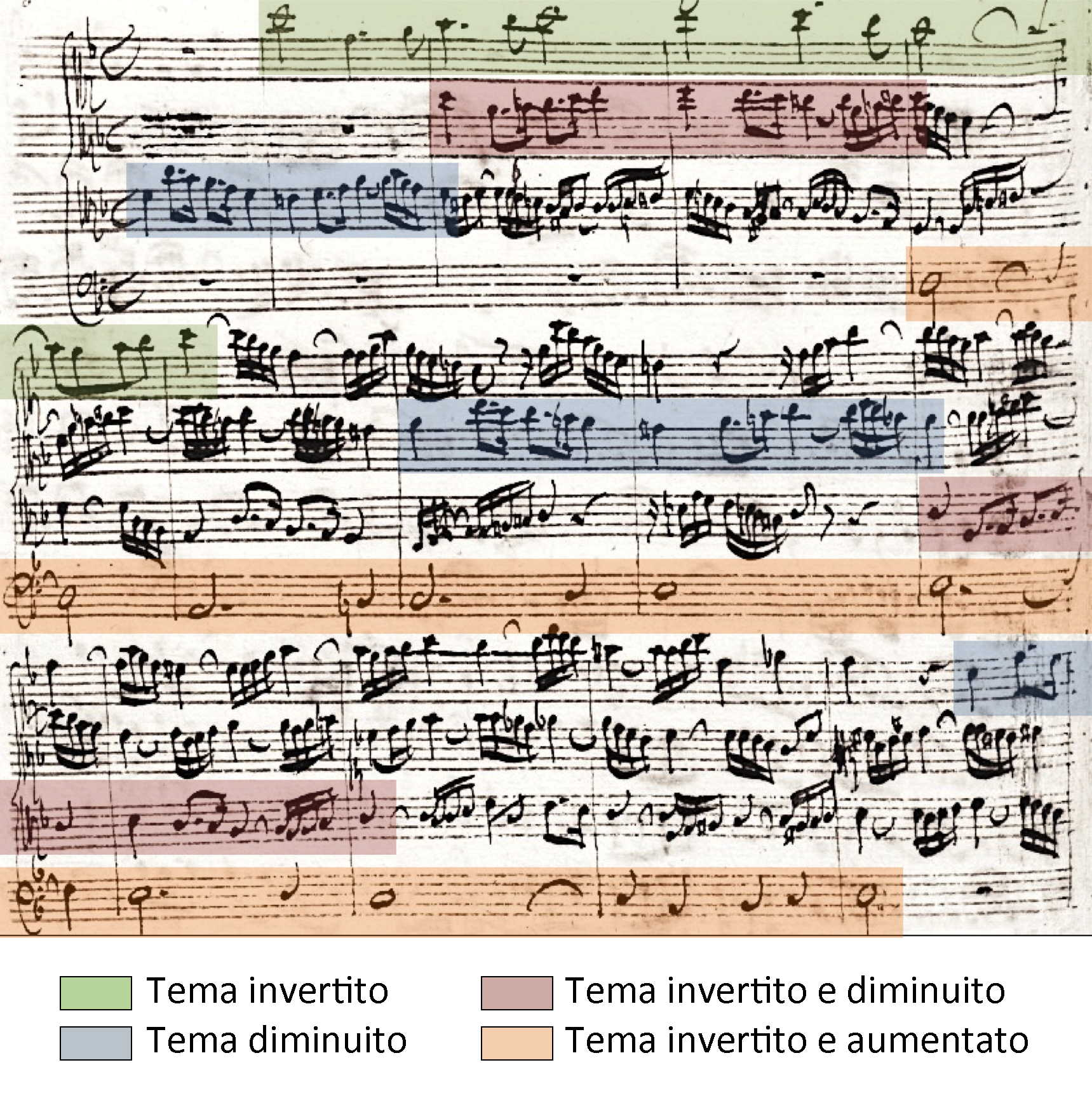
Le prime tredici battute del Contrapunctus 7. a 4 per Augment. et Diminut:, con, evidenziate in colori diversi, le trasformazioni del tema principale de L'arte della fuga

Sia i manoscritti che le edizioni a stampa presentano i diversi brani in forma di partitura, ossia con tanti pentagrammi quante sono le voci utilizzate. Questa scelta appare inusuale se si suppone che l'opera sia destinata a essere eseguita alla tastiera, ma Sergio Vartolo sostiene che questo tipo di scrittura, adottata da Bach in modo da rendere più agevole lo studio delle diverse voci, denoti un influsso della musica italiana della prima metà del XVII secolo, in quanto compositori come Girolamo Frescobaldi (del quale Bach, nel 1714, aveva copiato integralmente per studio personale i Fiori musicali) ne facevano abitualmente uso anche per la musica per tastiera.
Secondo Vartolo, inoltre, influenze frescobaldiane si riscontrerebbero in numerosi altri dettagli, fra i quali la scrittura delle note in valori diversi (l'edizione a stampa riporta le note in valori doppi rispetto alla copia manoscritta), la presenza di brani a più soggetti (il Ricercare IX di Frescobaldi ne espone ben quattro), l'uso dei temi per movimento diretto e inverso (pratica che si ricollega ai primi due Capricci di Frescobaldi, basati sull'esacordo ascendente e discendente) e l'utilizzo di cromatismi particolarmente audaci.
Come per molte altre opere di Bach, anche per L'arte della fuga vari studiosi evidenziarono la presenza di diversi riferimenti numerologici che, secondo alcuni, ne ispirerebbero l'intera struttura. Hans-Eberhard Dentler, ad esempio, individuò una fitta rete di relazioni numerico-simboliche all'interno della raccolta. L'intera opera, secondo Dentler, sarebbe infatti strutturata sulla base di elementi e rapporti numerici associati a significati filosofici: unità (conferita dall'adozione di una tonalità uniforme e dalle sintesi tematiche), principii speculari, contrappunti (lemma che, mutuato dalla terminologia aristotelica, sarebbe riferito al bilanciamento degli opposti) e musica delle sfere.
Esclusi i canoni si contano 14 contrappunti (il numero 14 è la trasposizione numerica delle lettere che compongono il cognome Bach, in quanto B 2 + A 1 + C 3 + H 8 = 14). Sono inoltre composti da 14 note sia il tema principale dell'opera, sia alcuni dei temi variati, come quello del Contrapunctus 5 e quello del Contrapunctus 8, e 14 sono le esposizioni tematiche del Contrapunctus 4. Sempre secondo Dentler rivestirebbero notevole importanza anche i numeri 41 (ossia l'inverso di 14) e 7: il primo tema della Fuga a 3 Soggetti, ad esempio, è composto da 7 note. Siccome tutti gli intervalli principali sono rappresentati da rapporti matematici che contengono i numeri 1, 2, 3 e 4 (1/2 per l'intervallo di ottava, 2/3 per la quinta e 3/4 per la quarta), Dentler sostiene che, nella struttura dell'opera, anche la sequenza 1 + 2 + 3 + 4 = 10, conosciuta con il nome greco di tetraktys, assumerebbe un'importanza fondamentale.
Il musicologo Herbert Anton Kellner, inoltre, evidenziò come la trasposizione numerica del titolo Die Kunst der Fuga (sic), scritto da Johann Christoph Altnickol, genero di Bach, e posto sul manoscritto "Mus. ms. Bach P 200", formi il numero 158 (DIE 18 + KUNST 80 + DER 26 + FUGA 34 = 158), ossia lo stesso numero formato dalla trasposizione delle lettere che formano il nome Johann Sebastian Bach (JOHANN 58 + SEBASTIAN 86 + BACH 14 = 158). In aggiunta, Kellner sottolineò come i tre numeri che compongono la cifra 158, se sommati, diano come risultato 14 (1 + 5 + 8 = 14).

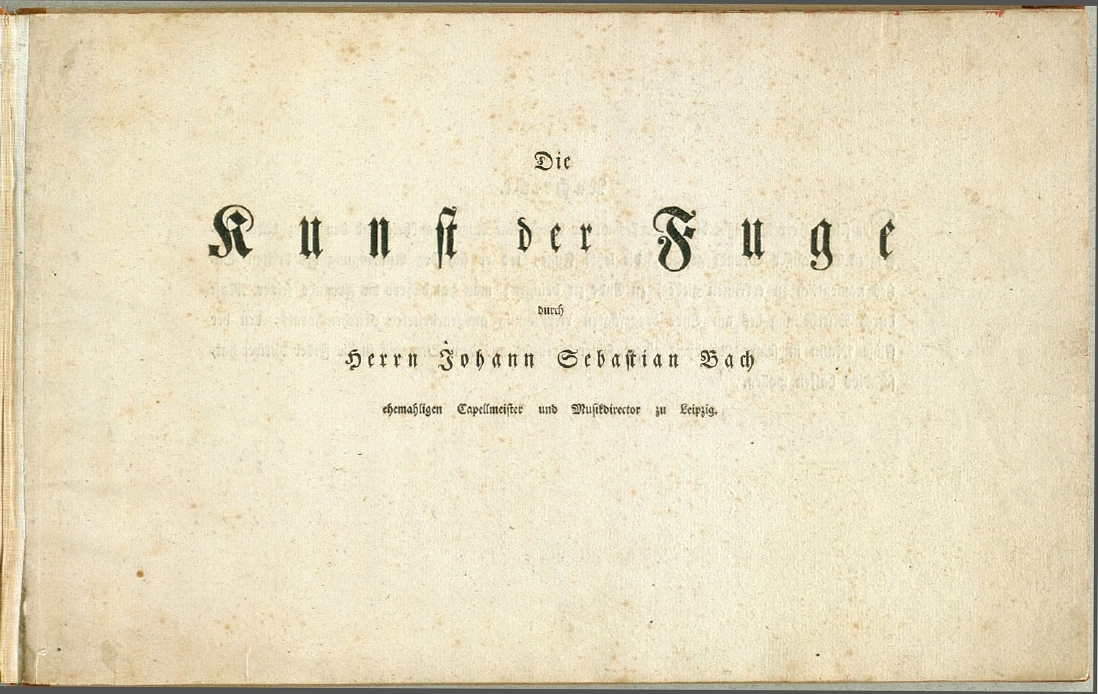
Il frontespizio dell'edizione a stampa del 1751 de L'arte della fuga

Non c'è alcuna certezza, tuttavia, sul fatto che Bach volesse intitolare l'opera Die Kunst der Fuge o Die Kunst der Fuga. Alcuni, come Sergio Vartolo e Robert Lewis Marshall, ipotizzano che, sulla scia delle composizioni precedentemente pubblicate, un titolo plausibile avrebbe potuto essere Fünfte-Theil der Clavier-Übung (in tedesco, "Quinta parte del Clavier-Übung") o Letzter-Theil der Clavier-Übung ("Ultima parte del Clavier-Übung"). Altri studiosi, come Werner Tell, elaborarono anche un sistema di simbologie cristiane nascoste nell'opera, come un parallelismo fra i diciotto contrappunti e i primi diciotto salmi biblici e una correlazione fra il numero delle note che compongono i vari temi e alcuni numeri presenti nelle Sacre Scritture.
Nonostante ciò, pur ammettendo la significativa influenza della logica e della matematica nella struttura e nel tessuto dell'opera (a cominciare dalla ricorrente presenza del "numero onomastico" 14) e pur riconoscendo quanto fosse importante, per il compositore, che il discorso musicale seguisse «regole sintattiche e retoriche ben precise», alcuni studiosi, fra i quali Vartolo, sostengono tuttavia che mettere in risalto i soli aspetti concettuali e numerologici oscuri la vera grandezza de L'arte della fuga, evidenziando come l'opera travalichi la dimensione puramente teorica e speculativa e sia carica di un profondo valore emozionale ed espressivo.
Carl Philipp Emanuel Bach, in una lettera del 1775 indirizzata a Johann Nikolaus Forkel, parlando del proprio defunto padre descrisse infatti ciò che, con ogni probabilità, era la reale opinione che Johann Sebastian Bach aveva della musica intesa come mera dimostrazione scientifica: «Der seelige war, wie ich u. alle eigentlichen Musici, kein Liebhaber, von trocknem mathematischen Zeuge» ("Il defunto, come me e come tutti i veri musicisti, non era affatto amico delle cose aride e matematiche").
Quando, in una recensione, il critico Johann Adolph Scheibe scrisse che Bach «sarebbe oggetto dell'ammirazione di tutte le nazioni se rendesse più piacevoli le sue composizioni, non le privasse di naturalezza con uno stile gonfio e intricato e non ne oscurasse la bellezza con un eccessivo artificio», definendo lo stesso Bach «der Vornehmste unter den Musicanten» ("il maggiore fra i musicanti", dove "musicante" era usato come termine dispregiativo per definire i semplici strumentisti), un docente dell'università di Lipsia, Johann Abraham Birnbaum, rispose con un lungo articolo nel quale, oltre a contestare l'uso del termine musicante in riferimento a «ein grosser Componist» ("un grande compositore") come Bach, al contempo ne mise in risalto la passionalità e la profonda padronanza delle tecniche espressive.
Nel necrologio di Bach, scritto da suo figlio Carl Philipp Emanuel e da Johann Friedrich Agricola, fra le varie cose si legge: «Keiner hat bey diesen sonst trocken scheinenden Kunststücken so viele erfindungsvolle und fremde Gedanken angebracht als eben er» ("Nessun altro mostrò mai tante idee ingegnose e inusuali quanto lui in brani tanto complessi da sembrare, nelle mani di chiunque altro, aridi esercizi di stile").

### Strumentazione
Il manoscritto de L'arte della fuga, così come le due prime edizioni a stampa, non riporta alcun suggerimento circa la strumentazione (a parte l'annotazione à 2 Clav., presente in una coppia di contrappunti). Musicologi e interpreti moderni dibatterono a lungo sulla destinazione pratica da dare all'opera, dividendosi fra chi proponeva un'assegnazione tastieristica e chi una per quartetto di strumenti. Gustav Leonhardt, ad esempio, sosteneva che L'arte della fuga dovesse essere suonata al clavicembalo perché:
- Era uso comune, dal XVI secolo, pubblicare composizioni per tastiera, specialmente quelle caratterizzate da contrappunti complessi e voci difficili da seguire, in parti separate. Dimostrazioni di questa pratica si riscontrano, ad esempio, nel Libro di Ricercate a Quattro voci di Rocco Rodio (1575), nella Tabulatura Nova di Samuel Scheidt (1624), nei Fiori musicali di Girolamo Frescobaldi (1635), nelle opere di Johann Jakob Froberger e in molti altri casi.[44][67]

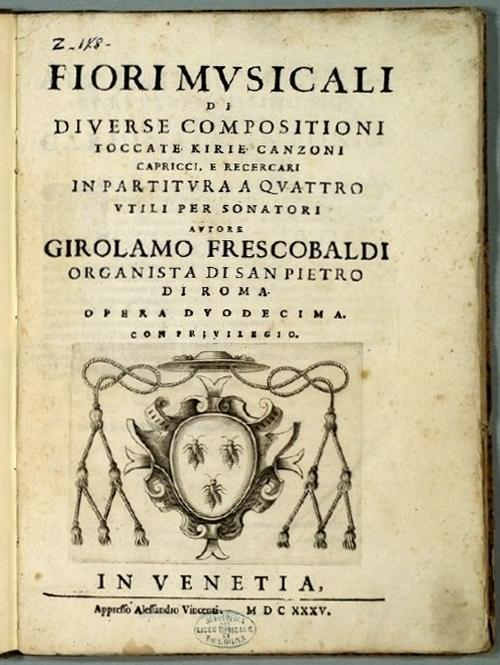
Il frontespizio dei Fiori musicali di Girolamo Frescobaldi

- La tessitura di nessuno strumento orchestrale del periodo di Bach corrisponde con esattezza all'estensione richiesta dalle voci che compongono i pezzi de L'arte della fuga. Inoltre, non c'è il basso continuo.
- La tipologia di fughe utilizzate ricordano più quelle de Il clavicembalo ben temperato che non quelle per orchestra. Leonhardt, in più, evidenziò alcune somiglianze stilistiche fra le fughe delle due raccolte.
- Inoltre, poiché a volte la voce del basso sale più in alto di quella del tenore, Leonhardt dedusse che la parte del basso non dovesse essere raddoppiata in 16', escludendo così la destinazione organistica alla raccolta e avallando la destinazione clavicembalistica.

Altri propendono invece per una tesi opposta, sostenendo che:
- Non tutti i brani che compongono L'arte della fuga sono eseguibili al clavicembalo, tanto che alcuni di loro, se suonati su uno strumento manualiter, prevedono posizioni molto scomode o impossibili (come ad esempio, il Contrapunctus 5, il Contrapunctus 6. a 4 in Stylo Francese e il Contrapunctus 7. a 4 per Augment. et Diminut).[69]
- L'assenza del basso continuo è del tutto normale, in quanto questo tipo di accompagnamento si addice alle forme del concerto, ma non è caratteristico dei brani in stile di fuga.

La musicologa Silvia Perucchetti, evidenziando come in alcuni punti dell'opera le voci arrivino fino a sette, esclude una sua destinazione per quartetto di strumenti ed esclude anche una possibile destinazione manualiter per clavicembalo solista, in quanto le sole mani non sarebbero sufficienti per eseguire quei passaggi. Sempre secondo la Perucchetti, dunque, è possibile che L'arte della fuga avesse, almeno teoricamente, una destinazione organistica.
Per i gruppi di musicisti, invece, l'assenza di indicazioni relative all'organico pone il problema della scelta degli strumenti da utilizzare. Fra le cosiddette esecuzioni storicamente informate, Jordi Savall scelse un organico volutamente arcaico, anche per l'epoca di Bach, formato da cornetto, trombone, quattro viole da gamba (nei registri di soprano, contralto, tenore e basso), oboe da caccia e fagotto. Secondo il musicologo Uri Golomb la scelta di Savall venne dettata dal fatto che l'opera sarebbe più vicina alla polifonia rinascimentale che non ai gusti del periodo barocco.
Più legate all'epoca di Bach, invece, furono le scelte di Rinaldo Alessandrini, il quale, nella sua registrazione, optò per una formazione composta da clavicembalo, due violini, viola, violoncello, flauto, oboe e fagotto. Simile fu anche la strumentazione scelta da Reinhard Goebel, il quale utilizzò due violini, una viola, violoncello e clavicembalo. La versione di Ton Koopman, invece, consiste in un suo adattamento dell'intera opera per due strumenti manualiter e venne registrata su due clavicembali costruiti da Willem Kroesbergen, copie di Ruckers e di Couchet (a parte l'ottavo contrappunto e i quattro canoni, dove Koopman impiegò un clavicembalo solo).
Il musicologo Roland de Candé sostiene che quello della strumentazione sia un "falso problema", in quanto la raccolta sarebbe ascrivibile alle composizioni astratte: più che per essere eseguita materialmente, Bach l'avrebbe composta per motivi di speculazione teorico-matematica e avrebbe inteso porre l'interesse più sulla profondità intellettuale dei suoi contenuti che non sugli strumenti mediante i quali tali contenuti avrebbero dovuto essere proposti. Qualsiasi strumento che permetta l'esecuzione de L'arte della fuga, pertanto, secondo Candé sarebbe corretto.
Anche per Alberto Basso la strumentazione non è un problema, in quanto lo studioso esclude che l'opera fosse destinata a esecuzioni "da concerto", sottolineando il fatto che fosse un erudito prodotto teorico destinato, in prima istanza, ai soli membri della Correspondierende Societät der musicalischen Wissenschaften di Lorenz Christoph Mizler. Comunque, nel corso degli anni, numerosi artisti eseguirono L'arte della fuga con gli strumenti più diversi: dai tradizionali clavicembalo, organo o quartetto d'archi fino, ad esempio, a pianoforte, gruppi di ottoni, flauti, chitarre, sintetizzatori e orchestre di grandi dimensioni.

## Contenuti
L'edizione a stampa de L'arte della fuga del 1751 è composta da ventiquattro pezzi, così ripartiti e intitolati:

### Fughe semplici
L'appellativo di "fughe semplici" indica che questi pezzi sono basati solo sul tema principale dell'opera, senza particolari variazioni.
- Contrapunctus 1.

Il primo contrappunto è il più semplice della raccolta. Consiste in una fuga a quattro voci e presenta il tema per movimento diretto, enunciato dal contralto. Secondo Ottavio Dantone è possibile suddividere il soggetto in tre sezioni: le prime quattro minime, nelle prime due misure, che descrivono l'arpeggio della tonalità d'impianto, i quattro suoni successivi, ascendenti per grado congiunto e aperti da un'appoggiatura sul Do#, cioè sulla sensibile della tonica, e infine una scala discendente di crome che riporta il breve discorso al Re iniziale. Nel volume 25 del 1878 della prima edizione della Bach-Gesellschaft Ausgabe, l'edizione ufficiale completa delle composizioni di Johann Sebastian Bach pubblicata a cura della Bach-Gesellschaft di Lipsia, questo pezzo è intitolato Contrapunctus 1, mentre nel volume 47 della seconda edizione del 1926 è intitolato Contrapunctus I. Di seguito, le prime misure della composizione:
- Contrapunctus 2.

La fuga è a quattro voci e il tema è presentato dal basso in movimento diretto. Nel controsoggetto appare già la variante, in ritmo puntato, che verrà sviluppata nei contrappunti successivi. Nell'edizione del 1878 della Bach-Gesellschaft Ausgabe reca il titolo di Contrapunctus 2, mentre in quella del 1926 di Contrapunctus II. Di seguito, le prime misure della composizione:
- Contrapunctus 3.

Il tema della fuga, a quattro voci, è enunciato dal tenore per movimento inverso. Nel controsoggetto il ritmo puntato del brano precedente scompare, lasciando spazio a una scrittura più uniforme ma cromaticamente più ardita. Nell'edizione del 1878 della Bach-Gesellschaft Ausgabe reca il titolo di Contrapunctus 3, mentre in quella del 1926 di Contrapunctus III. Di seguito, le prime misure della composizione:
- Contrapunctus 4.

A quattro voci, con il tema presentato dal soprano per movimento inverso. Caratteristico è il controsoggetto cromatico, derivato ritmicamente dall'ultimo segmento del tema. Nell'edizione del 1878 della Bach-Gesellschaft Ausgabe reca il titolo di Contrapunctus 4, mentre in quella del 1926 di Contrapunctus IV. Di seguito, le prime misure della composizione:

### Controfughe in forma di stretto
In questi brani appaiono diverse varianti del tema principale. A differenza delle "fughe semplici", dove ogni voce faceva il suo ingresso dopo l'esposizione tematica completa della voce precedente, qui le voci entrano in forma di stretto, ossia in rapida successione l'una con l'altra.
- Contrapunctus 5.

Fuga a quattro voci su una variante del tema principale, proposta dal contralto per movimento inverso, con risposta del tema principale variato in movimento diretto. Le voci, nella parte finale, passano da quattro a sei. Nell'edizione del 1878 della Bach-Gesellschaft Ausgabe reca il titolo di Contrapunctus 5, mentre in quella del 1926 di Contrapunctus V. Di seguito, le prime misure della composizione:
- Contrapunctus 6 a 4 in Stylo Francese.

Fuga a quattro voci con esplicita indicazione francese, manoscritta da Bach, ossia con ritmo puntato, su una forma del soggetto principale ritmicamente variata enunciata dal basso e ripresa, in forma di stretto, dalle voci più acute: il soprano per diminuzione e movimento inverso, il contralto per diminuzione e movimento diretto, il tenore per diminuzione e movimento inverso. Nell'edizione del 1878 della Bach-Gesellschaft Ausgabe reca il titolo di Contrapunctus 6, a 4, in Stile francese, mentre in quella del 1926 di Contrapunctus VI. Di seguito, le prime misure della composizione:
- Contrapunctus 7. a 4 per Augment. et Diminut:

Si tratta di una complessa fuga a quattro voci sul tema principale variato, proposto per movimento diretto in valori diminuiti dal tenore e, in forma di stretto, ripreso per movimento inverso e valori aumentati dal soprano, per movimento diretto e valori diminuiti dal contralto e per movimento inverso e valori aumentati dal basso. Nell'edizione del 1878 della Bach-Gesellschaft Ausgabe reca il titolo di Contrapunctus 7, a 4, per Augmentationem et Diminutionem, mentre in quella del 1926 di Contrapunctus VII. Di seguito, le prime misure della composizione:
- Siccome tutti i gruppi sono formati da quattro composizioni mentre questo ne comprende solo tre, diversi musicologi, fra i quali Marcel Bitsch e Jacques Chailley, sostengono che qui manchi un brano, forse smarrito dall'editore.[47]

### Fughe a due e tre temi
In queste fughe il soggetto, o una delle sue varianti, è affiancato da uno o due altri soggetti in contrappunto invertibile.
- Contrapunctus 8 a 3.

Fuga a tre voci basata sul tema principale, proposto in versione variata e per movimento inverso, e su due soggetti nuovi. Il tema principale appare solo verso la metà del pezzo. Nell'edizione del 1878 della Bach-Gesellschaft Ausgabe reca il titolo di Contrapunctus 8, a 3, mentre in quella del 1926 di Contrapunctus VIII. Di seguito, le prime misure della composizione:
- Contrapunctus 9 a 4 alla Duodecima.

Doppia fuga a quattro voci che inizia con una variante per movimento inverso del tema principale, formata da un salto ascendente di ottava e da scale di crome. Il tema originario apparirà, nel soprano, soltanto verso la metà del brano, a valori larghi e combinato in forma di contrappunto doppio alla dodicesima con il tema variato di apertura. Nell'edizione del 1878 della Bach-Gesellschaft Ausgabe reca il titolo di Contrapunctus 9, a 4, alla Duodecima, mentre in quella del 1926 di Contrapunctus IX. Di seguito, le prime misure della composizione:
- Contrapunctus 10. a 4 alla Decima.

Fuga a quattro voci con due temi. Per primo viene presentato dal contralto il tema più originale, spezzato dalle pause e aperto sulla sensibile Do#, a cui segue un tema basato su una variante del soggetto originale. Entrambi sono in contrappunto doppio alla decima e permettono il rovesciamento anche alla terza e alla sesta. Nel basso è anche presente il tema originale presentato per movimento retrogrado. Si tratta dell'unico pezzo che non inizia con la nota Re, la tonica, o con la nota La, la dominante. Nell'edizione del 1878 della Bach-Gesellschaft Ausgabe reca il titolo di Contrapunctus 10, a 4, alla Decima, mentre in quella del 1926 di Contrapunctus X. Di seguito, le prime misure della composizione:
- Contrapunctus 11. a 4.

Fuga a quattro voci che utilizza gli stessi tre soggetti del Contrapunctus 8, ma che li espone invertendone gli intervalli e in ordine diverso. Nelle prime quattro note del terzo soggetto, al contralto e al soprano, appaiono per la prima volta le note Si♭, La, Do, Si naturale, che formano il cosiddetto tema BACH. Nell'edizione del 1878 della Bach-Gesellschaft Ausgabe reca il titolo di Contrapunctus 11, a 4, mentre in quella del 1926 di Contrapunctus XI. Di seguito, le prime misure della composizione:

### Fughe a specchio
Ognuna di queste fughe è completamente invertibile in maniera speculare.
- Contrapunctus inversus 12. a 4.

Fuga a tre soggetti su una variante del tema principale in movimento inverso e su un secondo tema, derivato da quello principale. Segue la stessa fuga, proposta in movimento diretto, con le quattro voci invertite (il basso con il soprano e il tenore con il contralto). Le due fughe costituiscono l'immagine capovolta e speculare dello stesso brano. Nell'edizione del 1878 della Bach-Gesellschaft Ausgabe, insieme alla fuga successiva, reca il titolo di Contrapunctus 12, a 4, rectus et inversus, mentre in quella del 1926, insieme alla successiva, di Contrapunctus XVIII. Di seguito, le prime misure della composizione:
- Contrapunctus inversus a 4.

Si tratta di una fuga basata sul soggetto del pezzo precedente, presentato però in movimento diretto. L'indicazione di inversus, nel titolo, è un errore dell'editore. Nell'edizione del 1878 della Bach-Gesellschaft Ausgabe, insieme alla fuga precedente, reca il titolo di Contrapunctus 12, a 4, rectus et inversus, mentre in quella del 1926, insieme alla precedente, di Contrapunctus XVIII. Di seguito, le prime misure della composizione:
- Contrapunctus a 3.

Fuga a tre voci, in movimento diretto, su una variante del tema principale. Nell'edizione del 1878 della Bach-Gesellschaft Ausgabe, insieme alla fuga successiva, reca il titolo di Contrapunctus 13, a 3, rectus et inversus, mentre in quella del 1926, insieme alla successiva, di Contrapunctus XVI. Di seguito, le prime misure della composizione:
- Contrapunctus inversus a 3.

Si tratta della fuga precedente, ma presentata per movimento inverso. Nell'edizione del 1878 della Bach-Gesellschaft Ausgabe, insieme alla fuga precedente, reca il titolo di Contrapunctus 13, a 3, rectus et inversus, mentre in quella del 1926, insieme alla precedente, di Contrapunctus XVI. Di seguito, le prime misure della composizione:

### Canoni
Benché siano basati sul tema principale dell'opera, non è certo che Bach volesse che questi canoni facessero parte de L'arte della fuga. Alcuni studiosi, come Richard Jones e Sergio Vartolo, sostengono che il compositore li intendesse come una mera appendice.
- Canon per Augmentationem in Contrario Motu.

Canone perpetuo a due voci in hypodiatessaron, cioè alla quarta inferiore, nel quale la voce superiore presenta una versione fiorita del tema originario, arricchita da sincopi e cromatismi, mentre la voce inferiore espone lo stesso tema ma per movimento inverso e con note di valore doppio. Terminata l'esposizione tematica le due voci si invertono: quella inferiore ricomincia con la stessa melodia iniziale che era stata presentata da quella superiore, mentre quest'ultima espone la versione invertita a valori doppi. Di questo canone esistono tre fogli preparatori, a testimonianza di una genesi particolarmente difficile. Nell'edizione del 1878 della Bach-Gesellschaft Ausgabe non reca alcun numero, ma porta solo il titolo di Canon per Augmentationem in Contrario Motu, mentre nell'edizione del 1926 è intitolato Contrapunctus XV. Di seguito, le prime misure della composizione:
- Canon alla Ottava.

Canone a due voci in hypodiapason, cioè all'ottava inferiore. In ritmo di giga e strutturalmente molto semplice, non presenta inversione delle voci. Il soggetto sembra molto diverso dal tema principale, ma è una sua derivazione per movimento inverso. Nell'edizione del 1878 della Bach-Gesellschaft Ausgabe non reca alcun numero, ma porta solo il titolo di Canon alla Ottava, mentre nell'edizione del 1926 è intitolato Contrapunctus XII. Di seguito, le prime misure della composizione:
- Canon alla Decima Contrapuncto alla Terza.

Canone a due voci nel quale il soggetto di apertura, una variante ritmica sincopata del tema principale presentata per movimento inverso, viene ripreso dalla seconda voce a un intervallo di decima superiore, rovesciabile alla terza. Il controsoggetto è presentato con un moto di terzine. Si tratta dell'unico brano che, grazie all'indicazione Cadenza nella penultima battuta, permette all'esecutore di realizzare un passaggio improvvisato prima dell'accordo conclusivo. Questo canone, presente nelle edizioni del 1751 e del 1752, è invece assente nei manoscritti autografi. Nell'edizione del 1878 della Bach-Gesellschaft Ausgabe non reca alcun numero, ma porta solo il titolo di Canon alla Decima Contrapuncto alla Terza, mentre nell'edizione del 1926 è intitolato Contrapunctus XIV. Di seguito, le prime misure della composizione:
- Canon alla Duodecima in Contrapuncto alla Quinta.

Canone a due voci alla dodicesima su una variante del tema principale, in contrappunto rovesciabile alla quinta. Il tema è proposto dalla voce inferiore in sestine in un quadro di una certa complessità ritmica e l'armonia è rinnovata da alcuni passaggi cromatici. Anche questo canone, come il precedente, è assente nei manoscritti autografi. Nell'edizione del 1878 della Bach-Gesellschaft Ausgabe non reca alcun numero, ma porta solo il titolo di Canon alla Duodecima in Contrapuncto alla Quinta, mentre nell'edizione del 1926 è intitolato Contrapunctus XIII. Di seguito, le prime misure della composizione:

### Fughe a tre e quattro temi
Sezione disomogenea. Presenta un contrappunto inserito probabilmente per errore, un'elaborazione per due tastiere, invertibile, di un brano precedente e la famosa fuga incompleta.
- Contrapunctus a 4.

A quattro voci, si tratta di una versione primitiva, più breve, del Contrapunctus 10. a 4 alla Decima. Diverse edizioni, fra le quali quelle di Hans Theodor David, Heinrich Husmann, Hans Gál e Marcel Bitsch, omettono questo pezzo. Secondo il musicologo Gregory Butler la sua presenza nelle edizioni a stampa del 1751 e del 1752 è dovuta, con ogni probabilità, a un errore di Johann Christoph Friedrich Bach, che curò il riordino del materiale, in quanto il Contrapunctus 10. a 4 alla Decima consta di ben 22 nuove battute nella parte iniziale e costituisce sicuramente la versione definitiva che Johann Sebastian Bach pensava per questo pezzo. Nell'edizione del 1878 della Bach-Gesellschaft Ausgabe reca il titolo di Contrapunctus 14, a 4, mentre in quella del 1926 è presente solamente in appendice con il titolo di Ältere Fassung von Contrapunctus X ("Vecchia versione del Contrapunctus X"). Di seguito, le prime misure della composizione:
- Fuga à 2 Clav. - Alio modo fuga à 2 Clav.

Fuga a quattro voci per movimento diretto. Segue la stessa fuga per movimento inverso, con le voci invertite fra loro. Si tratta di un'elaborazione per due tastiere del Contrapunctus inversus a 3, con una quarta voce libera e in valori diminuiti. Nell'edizione del 1878 della Bach-Gesellschaft Ausgabe è divisa in due parti, intitolate rispettivamente Fuga à 2 Clav. e Alio modo fuga à 2 Clav., mentre in quella del 1926 sono unite con il titolo di Contrapunctus XVII rectus et inversus. Di seguito, le prime misure della composizione:
- Fuga a 3 Soggetti.

Fuga a quattro voci con tre temi, costituiti da una variante del tema principale, un nuovo tema in crome derivato dal tema principale e un tema cromatico le cui prime quattro note sono il cosiddetto tema BACH. Il manoscritto si interrompe alla battuta 239. Nell'edizione del 1878 della Bach-Gesellschaft Ausgabe reca il titolo di Fuga a 3 Soggetti, mentre in quella del 1926 di Contrapunctus XIX. Di seguito, le prime misure della composizione:
- Secondo il Nekrolog, scritto da Carl Philipp Emanuel Bach e da Johann Friedrich Agricola nel 1754, a questo punto avrebbe dovuto esserci una monumentale fuga a quattro voci con quattro soggetti, vertice dell'intera raccolta, presentata per movimento diretto e per movimento inverso.[99] Gli avvisi del 1751 per l'imminente uscita della prima edizione e la prefazione scritta da Friedrich Wilhelm Marpurg per l'edizione del 1752, invece, non parlano di una fuga a quattro temi mancante, ma si limitano a enunciare la presenza di una fuga incompleta dopo l'ingresso del terzo tema.[16]

### Elementi estranei
- Choral. Wenn wir in hoechsten Noethen Canto Fermo in Canto.

Rielaborazione del corale Wenn wir in höchsten Nöten sein BWV 641, presente nell'Orgelbüchlein. Nell'edizione del 1878 della Bach-Gesellschaft Ausgabe è assente, mentre in quella del 1926 è presente con il semplice titolo di Choral. Di seguito, le prime misure della composizione:

## La fuga interrotta
La Fuga a 3 Soggetti si interrompe alla battuta 239 ed è seguita da un commento manoscritto che, alcuni, attribuirono a Carl Philipp Emanuel Bach: «Über dieser Fuge, wo der Nahme BACH im Contrasubject angebracht worden, ist der Verfasser gestorben» ("Su questa fuga, dove il nome BACH appare nelle note che formano il controsoggetto, l'autore morì"). Siccome Carl Philipp Emanuel Bach era un compositore esperto e non avrebbe sicuramente scambiato per controsoggetto ciò che, in realtà, è un nuovo soggetto, molti musicologi mettono in dubbio la sua paternità su quell'annotazione. Philipp Spitta, inoltre, che conosceva bene la scrittura di Carl Philipp Emanuel Bach, in questo passaggio non ne riconobbe la grafia.

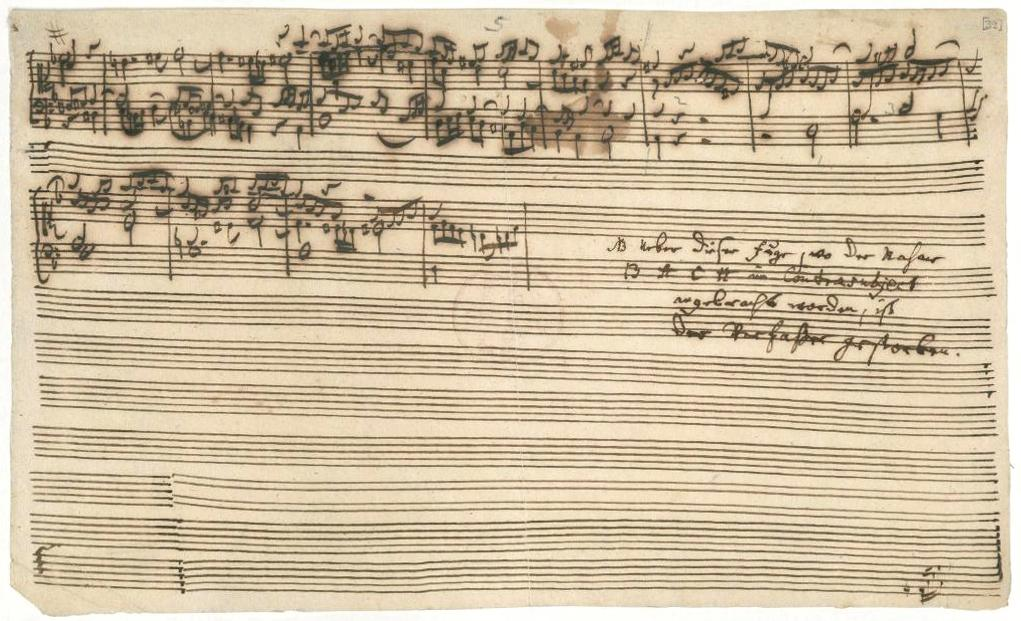
Le ultime battute del manoscritto, incompiuto, della Fuga a 3 Soggetti

La salute di Johann Sebastian Bach subì un grave declino a seguito di due operazioni chirurgiche agli occhi eseguite nella primavera del 1750 da John Taylor, un medico inglese, che ebbero esito infausto e che lo resero cieco. Per via dei ferri non sterilizzati, inoltre, Bach manifestò una forte infezione e un persistente stato febbrile che lo costrinsero all'inattività e lo portarono alla morte. In base a queste evidenze, e considerato anche che la grafia fluida e precisa della Fuga a 3 Soggetti dimostra che Bach la compose quando la sua vista non era ancora compromessa, gli studiosi ritengono del tutto inattendibile il racconto, diffuso da Johann Nikolaus Forkel, secondo il quale l'autore sarebbe morto proprio componendo quel pezzo.
Inoltre, benché la tradizione addebiti l'interruzione dell'opera al declino delle condizioni di salute di Bach, alcuni avanzano anche l'ipotesi che il compositore possa aver lasciato la Fuga a 3 Soggetti deliberatamente incompleta, anche prima dell'insorgere della propria malattia, per sollecitare gli studiosi a ultimarla, prendendo come riferimento tutti gli elementi tematici da lui precedentemente forniti e sviluppati.
Gustav Nottebohm e Hugo Riemann, sulla base di simmetrie e di proporzioni all'interno del brano, sostennero che la fuga incompiuta, benché fosse intitolata  Fuga a 3 Soggetti, dovesse in realtà prevedere quattro temi. Nottebohm, infatti, vedendo che il tema principale de L'arte della fuga non compariva in alcun punto, ritenne che dovesse per forza apparire come quarto tema, ma che la morte di Bach avesse impedito la sua comparsa e il completamento della composizione. Secondo alcuni studiosi, come Philipp Spitta e Albert Schweitzer, la Fuga a 3 Soggetti dovrebbe invece essere addirittura esclusa da L'arte della fuga, in quanto, secondo loro, estranea alle caratteristiche tematiche della raccolta.
In realtà, come dimostrato da Jacques Chailley e da Marcel Bitsch, il tema principale dell'opera è presente nella Fuga a 3 Soggetti, anche se in maniera difficile da notare (appare dalla battuta 114 in avanti e viene presentato sotto forma di una variante del tema principale proposta per movimento inverso). Al momento dell'interruzione la fuga si appresta ad avviare un passaggio durante il quale i tre soggetti (la variante del tema principale, un nuovo tema in crome derivato dal tema principale e un tema cromatico le cui prime quattro note sono il cosiddetto tema BACH) avrebbero dovuto combinarsi fra loro.
Secondo il necrologio di Johann Sebastian Bach, stilato da Carl Philipp Emanuel Bach e da Johann Friedrich Agricola e pubblicato nel 1754 all'interno della rivista Musicalische Bibliothek di Lorenz Christoph Mizler, la Fuga a 3 Soggetti, lasciata interrotta, avrebbe dovuto essere immediatamente seguita da una fuga a quattro soggetti, che avrebbe dovuto essere l'ultimo brano della raccolta. Il testo, infatti, parlando di Johann Sebastian, testimonia che: «Seine letzte Krankheit hat ihn verhindert, seinem Entwurfe nach, die vorletzte Fuge völlig zu Ende zu bringen, und die letzte, welche 4 Themata enthalten, und nachgehends in allen Stimmen Note für Note umgekehrt werden sollte, auszuarbeiten» ("La sua ultima malattia gli ha impedito di completare la penultima fuga e di realizzare l'ultima, che avrebbe dovuto essere una fuga a quattro temi e che avrebbe dovuto, in seguito, essere rovesciata, nota per nota"). Tuttavia, gli avvisi per l'imminente uscita della prima edizione, nel 1751, e la prefazione scritta da Friedrich Wilhelm Marpurg per l'edizione del 1752 non parlano di una fuga a quattro temi mancante, ma si limitano a enunciare la presenza di una fuga incompleta dopo l'ingresso del terzo tema.
Alcuni musicisti e musicologi provarono a completare il brano lasciato incompiuto, sia conducendolo a tre soggetti che aggiungendone un quarto. La ricostruzione più lunga è, all'interno della sua Fantasia contrappuntistica del 1912, quella di Ferruccio Busoni, che consta di ben 672 battute aggiunte. L'opera di Busoni, tuttavia, non è un vero e proprio completamento della fuga interrotta, bensì una composizione nuova che ingloba le 239 battute originali di Bach. Altri autori, invece, cercarono di ultimare il brano incompiuto con maggiore fedeltà storica al lavoro di Bach. Fra questi si citano Lionel Rogg, che nel 1968 completò la fuga aggiungendo 46 battute, Zoltán Göncz, che la ultimò con 111 battute e Davitt Moroney, che nel 1989 la completò con 30. Nel 2001 Luciano Berio ne approntò una trascrizione per orchestra. Solitamente la fuga interrotta è omessa dalle registrazioni dell'Arte della fuga.

### L'ipotesi della fuga quadrupla
Nonostante il titolo Fuga a 3 Soggetti, il musicologo Zoltán Göncz ipotizzò che Bach avesse in mente di introdurne anche un quarto. Göncz, infatti, evidenziò come il compositore avesse seguito, nel corso dell'esposizione dei tre soggetti (il primo dalla battuta 1 alla 21, il secondo dalla 114 alla 141 e il terzo, contenente il cosiddetto tema BACH, dalla 193 alla 207), una sequenza seriale per regolare l'entrata delle quattro voci, secondo determinate matrici di permutazione e precisi criteri di spazio e di tempo.
Nell'esposizione dei tre soggetti, infatti, Bach avrebbe "programmato" le combinazioni successive e, per completare uno schema di permutazione, mancherebbe proprio un quarto soggetto. La sovrapposizione degli schemi generati dalle entrate dei tre soggetti, secondo Göncz, lascerebbe intendere il successivo ingresso di un quarto, che andrebbe a incastrarsi in contrappunto quadruplo con i tre precedenti. Secondo questa tesi, il titolo Fuga a 3 Soggetti (non dato da Johann Sebastian Bach, ma da suo figlio Carl Philipp Emanuel o dall'editore sulla base di ciò che, effettivamente, era visibile sul manoscritto, ossia tre soggetti) sarebbe pertanto erroneo.
A sostegno di questa tesi c'è il fattore numerologico che, nelle opere di Bach, assume sempre una particolare importanza. La fuga incompleta, infatti, è la numero 14, così come 14 è la trasposizione numerica del cognome Bach. Secondo Sergio Vartolo, L'arte della fuga raggiungerebbe la sua completezza proprio nel numero 14 e, pertanto, sarebbe poco probabile l'ipotesi secondo la quale il compositore volesse aggiungere una quindicesima fuga. I quattro canoni, sempre secondo Vartolo, sarebbero una mera appendice, paragonabile ai quattro duetti BWV 802-805, presenti all'interno della terza parte del Clavier-Übung, o ai Diversi canoni, manoscritti nell'ultima pagina della copia a stampa appartenuta a Bach delle Variazioni Goldberg. Dello stesso parere è anche la musicologa Silvia Perucchetti.

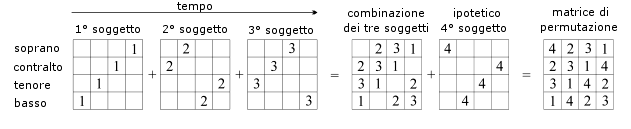
La matrice di permutazione secondo lo studio di Zoltán Göncz

Secondo il musicologo Christoph Wolff, la Fuga a 3 Soggetti è così complessa da dover per forza necessitare di studi preparatori sulla combinabilità dei suoi temi. Di conseguenza, Wolff sostiene che debba sicuramente essere esistito uno schema preparatorio manoscritto da Bach della versione definitiva (che chiama Frammento X e che ipotizza sia andato perduto) o, per lo meno, un abbozzo completo con le prove delle diverse combinazioni fra i vari soggetti. Sempre secondo Wolff, L'arte della fuga, al momento della morte di Bach, doveva sicuramente essere molto meno incompleta di quanto non sia pervenuta al XXI secolo.
Secondo l'organista e direttore d'orchestra Indra Hughes il numero corretto di battute per concludere la Fuga a 3 Soggetti sarebbe 37, durante le quali ci sarebbe anche la comparsa di un quarto soggetto, rappresentato dal tema principale della raccolta. Hughes propone questo numero di battute in base ad alcune evidenze sulle proporzioni delle battute occupate dai tre temi all'interno del pezzo.

## Ridistribuzione dell'ordine dei brani
Quasi tutti i musicologi che analizzarono L'arte della fuga contestarono, dopo l'undicesimo contrappunto, ossia dopo l'ultimo numerato in maniera chiara, l'ordine illogico con cui l'editore Johann Heinrich Schübler aveva disposto i pezzi successivi. Perciò, nel corso degli anni, numerosi studiosi idearono nuovi ordinamenti dei brani. Le loro ridistribuzioni, a seconda dei diversi criteri di classificazione adottati e dei diversi principii utilizzati per intendere le parentele fra i vari contrappunti, solitamente si discostano di molto dalla disposizione riscontrabile nella prima edizione a stampa.
Nel riordionare i contrappunti, ammettendo che manchi una fuga, Jacques Chailley sostiene che l'opera avrebbe dovuto essere formata da ventiquattro fughe, ripartite in sei gruppi da quattro fughe ciascuno (ossia due coppie, nelle quali il tema della seconda è sempre il movimento inverso del tema della prima). Altre fonti di equivoco nacquero anche dalla diversa disposizione dei brani fra il manoscritto autografo, che non era la versione definitiva dell'opera ma conteneva fogli e aggiunte in disordine, ancora da riorganizzare, e l'edizione a stampa di Schübler.
Secondo la musicologa Silvia Perucchetti, l'ordine ideato da Bach per i vari pezzi dovrebbe prevedere prima tutti i contrappunti, ordinati da 1 a 14, e poi i quattro canoni, disposti secondo l'ordine Canon alla Ottava, Canon alla Decima Contrapuncto alla Terza, Canon alla Duodecima in Contrapuncto alla Quinta e Canon per Augmentationem in Contrario Motu. La complessità strutturale di quest'ultimo pezzo, infatti, secondo la Perucchetti avrebbe dovuto rappresentare l'apice dei canoni, così come la fuga lasciata interrotta avrebbe dovuto essere il culmine dei contrappunti.
Secondo Reinhard Goebel, invece, l'opera dovrebbe essere suddivisa in quattro sezioni, disposte dalla più semplice alla più complessa (nell'ordine: le quattro fughe semplici, le tre controfughe in forma di stretto, le quattro fughe a due e tre temi e le quattro fughe a specchio). Ciascuna sezione, secondo Goebel, dovrebbe essere seguita da un canone, rispettivamente dal Canon alla Ottava, dal Canon alla Decima Contrapuncto alla Terza, dal Canon alla Duodecima in Contrapuncto alla Quinta e dal Canon per Augmentationem in Contrario Motu. Seguirebbe per ultima, secondo Goebel, la fuga lasciata incompleta, la quale non precederebbe alcun canone.
Di seguito, l'ordine dei vari pezzi secondo alcune edizioni a stampa dell'opera. Quella di Marcel Bitsch è la più diffusa e, secondo il musicologo Roland de Candé, risulta la più sensata:
| Titolo                                            | Schübler | Nägeli | Czerny | Hauptmann | Rust | Riemann | Graeser | David | Husmann | Schmieder | Gál | Bitsch | Chailley | Kolneder |
| ------------------------------------------------- | -------- | ------ | ------ | --------- | ---- | ------- | ------- | ----- | ------- | --------- | --- | ------ | -------- | -------- |
| Contrapunctus 1.                                  | 1        | 1      | 1      | 1         | 1    | 1       | 1       | 1     | 1       | 1         | 1   | 1      | 3        | 1        |
| Contrapunctus 2.                                  | 2        | 2      | 2      | 2         | 2    | 2       | 2       | 3     | 2       | 2         | 2   | 2      | 1        | 2        |
| Contrapunctus 3.                                  | 3        | 3      | 3      | 3         | 3    | 3       | 3       | 2     | 3       | 3         | 3   | 3      | 4        | 3        |
| Contrapunctus 4.                                  | 4        | 4      | 4      | 4         | 4    | 4       | 4       | 4     | 4       | 4         | 4   | 4      | 2        | 4        |
| Contrapunctus 5.                                  | 5        | 5      | 5      | 5         | 5    | 5       | 5       | 9     | 5       | 5         | 5   | 5      | 6        | 5        |
| Contrapunctus 6. a 4 in Stylo Francese.           | 6        | 6      | 6      | 6         | 6    | 6       | 6       | 10    | 6       | 6         | 6   | 6      | 7        | 6        |
| Contrapunctus 7. a 4 per Augment. et Diminut:     | 7        | 7      | 7      | 7         | 7    | 7       | 7       | 11    | 7       | 7         | 7   | 7      | 8        | 7        |
| Contrapunctus 8. a 3.                             | 8        | 8      | 8      | 8         | 8    | 9       | 8       | 13    | 8       | 8         | 8   | 10     | 20       | 8        |
| Contrapunctus 9. a 4 alla Duodecima.              | 9        | 9      | 9      | 10        | 9    | 10      | 9       | 6     | 9       | 9         | 9   | 8      | 17       | 9        |
| Contrapunctus 10. a 4 alla Decima.                | 10       | 10     | 10     | 11        | 10   | 11      | 10      | 7     | 10      | 10        | 10  | 9      | 18       | 10       |
| Contrapunctus 11. a 4.                            | 11       | 11     | 11     | 9         | 11   | 8       | 11      | 14    | 11      | 11        | 11  | 11     | 19       | 11       |
| Contrapunctus inversus 12. a 4.                   | 12       | 13     | 12b    | 12        | 12b  | 13      | 18b     | 17    | 12a     | 12/2      | 16b | 18b    | 14       | 13       |
| Contrapunctus inversus a 4.                       | 13       | 12     | 12a    | 13        | 12a  | 12      | 18a     | 16    | 12b     | 12/1      | 16a | 18a    | 13       | 12       |
| Contrapunctus a 3.                                | 14       | 15     | 13a    | 14        | 13b  | 15      | 16b     | no    | 13a     | 13/2      | 17a | 16b    | 15       | 14       |
| Contrapunctus inversus a 3.                       | 15       | 14     | 13b    | 15        | 13a  | 14      | 16a     | no    | 13b     | 13/1      | 17b | 16a    | 16       | 15       |
| Contrapunctus a 4.                                | 16       | 16     | 14     | 16        | 14   | 16      | app.    | no    | no      | 10a       | no  | no     | 18bis    | 16       |
| Canon per Augmentationem in Contrario Motu.       | 17       | 17     | C.I    | 17        | 15   | 20      | 15      | 15    | 14      | 14        | 13  | 15     | 9        | 17       |
| Canon alla Ottava.                                | 18       | 18     | C.II   | 18        | 16   | 17      | 12      | 12    | 15      | 15        | 12  | 12     | 12       | 18       |
| Canon alla Decima Contrapuncto alla Terza.        | 19       | 19     | C.III  | 19        | 17   | 18      | 14      | 8     | 16      | 16        | 14  | 14     | 10       | 18       |
| Canon alla Duodecima in Contrapuncto alla Quinta. | 20       | 20     | C.IV   | 20        | 18   | 19      | 19      | 5     | 17      | 17        | 15  | 13     | 11       | 20       |
| Fuga à 2 Clav.                                    | 21       | 21     | I      | 21        | 19   | 14      | 17a     | 18    | no      | 18/1      | no  | 17a    | 16bis    | 21       |
| Alio modo Fuga à 2 Clav.                          | 22       | 22     | II     | 22        | 20   | 15      | 17b     | 19    | no      | 18/2      | no  | 17b    | 15bis    | 22       |
| Fuga a 3 Soggetti.                                | 23       | 23     | 15     | 23        | 21   | 21      | 19      | 20    | 18      | 19        | 18  | 19     | 21       | 23       |
| Choral. Wenn wir in hoechsten Noethen.            | 24       | no     | no     | no        | no   | no      | 20      | no    | no      | no        | 19  | no     | no       | no       |

app. = presente solo in appendice.
no = non presente nell'edizione.
Le edizioni prese in esame nella tabella sono le seguenti:
- Johann Heinrich Schübler, Zella, forse 1751.
- Hans Georg Nägeli, Zurigo, 1802.
- Edizione a cura di Carl Czerny, C.F. Peters, Lipsia, 1838.
- Moritz Hauptmann, Erläuterungen zu J.S. Bachs Kunst der Fuge, Breitkopf & Härtel, Lipsia, 1841.
- Wilhelm Rust, Bach-Gesellschaft Ausgabe, XXV, Breitkopf & Härtel, Lipsia, 1878.
- Hugo Riemann, Katechismus der Fugen-Komposition, III, Max Hesse's Verlag, Lipsia, 1894.
- Wolfgang Graeser, Bach-Gesellschaft Ausgabe, XLVII, Breitkopf & Härtel, Lipsia, 1926.
- Edizione a cura di Hans Theodor David, C.F. Peters, Lipsia, 1928.
- Heinrich Husmann, Bach-Jahrbuch, XXXV, Neue Bachgesellschaft, Lipsia, 1938.
- Catalogo a cura di Wolfgang Schmieder, Breitkopf & Härtel, Lipsia, 1950.
- Edizione a cura di Hans Gál, Boosey & Hawkes, Londra, 1951.
- Edizione a cura di Marcel Bitsch, Durand, Parigi, 1967.
- Jacques Chailley, L'Art de la Fugue de J.S. Bach, A. Leduc, Parigi, 1971.
- Walter Kolneder, Die Kunst der Fuge. Mythen des 20. Jahrhunderts, Heinrichshofen's Verlag, Wilhelmshaven, 1977.

## Discografia essenziale
L'arte della fuga, a partire dalla prima incisione del 1934, è stata oggetto di oltre duecento registrazioni.
Tralasciando gli interpreti minori, fra gli artisti di chiara fama internazionale che incisero l'opera si ricordano Edward Power Biggs (nel 1937, all'organo), Gustav Leonhardt (nel 1953 e nel 1969, al clavicembalo), Karl Richter (nel 1955, al clavicembalo e all'organo), Helmut Walcha (nel 1956, all'organo), Lionel Rogg (nel 1959, all'organo), Kenneth Gilbert (nel 1965 e nel 1989, al clavicembalo), Glenn Gould (nel 1962 all'organo e fra il 1967 e il 1981 al pianoforte), Karl Ristenpart (nel 1966, con la Chamber Orchestra of Radio Saarbrücken), Bob van Asperen (nel 1969, al clavicembalo, con Gustav Leonhardt), Marie-Claire Alain (nel 1974 e nel 1995, all'organo), Herbert Tachezi (nel 1977, all'organo), Reinhard Goebel (nel 1984, con il gruppo Musica Antiqua Köln), Karl Münchinger (nel 1958 e nel 1985 con l'Orchestre de Chambre de Stuttgart à Colmar), Davitt Moroney (nel 1985 e nel 2000, al clavicembalo), Jordi Savall (nel 1986, con il gruppo Hespèrion XX), i Canadian Brass (nel 1987, per quartetto d'ottoni), Tatiana Nikolayeva (nel 1992, al pianoforte), Wolfgang Rübsam (nel 1992, all'organo), Ton Koopman (nel 1993, al clavicembalo, con Tini Mathot), Rinaldo Alessandrini (nel 1998, con il gruppo Concerto Italiano), Hans Fagius (nel 1999, all'organo), Michael Radulescu (nel 2001, all'organo), il Quartetto Emerson (nel 2003, per quartetto d'archi), Fabio Bonizzoni (nel 2008, al clavicembalo, con Mariko Uchimura), Vittorio Ghielmi (nel 2008, con il gruppo Il Suonar Parlante), Sergio Vartolo (nel 2008, al clavicembalo, con Maddalena Vartolo) e Bernard Foccroulle (nel 2010, all'organo).

## Filmografia
Su L'arte della fuga è basato un documentario di novanta minuti intitolato Desert Fugue, prodotto da una società inglese specializzata nella realizzazione di cortometraggi ad argomento storico-musicale, la Fugue State Films. Il documentario, che descrive la storia dell'opera, le sue problematiche esecutive e la sua importanza all'interno della produzione bachiana, include una lunga intervista al musicologo Christoph Wolff e l'esecuzione dell'opera da parte dell'organista George Ritchie.
Il titolo del cortometraggio si deve alla collocazione geografica dello strumento scelto per la registrazione, un organo costruito da Ralph Richards e Bruce Fowkes sul modello degli strumenti barocchi tedeschi, situato nella Pinnacle Presbyterian Church di Scottsdale, nel deserto dell'Arizona.